# Mathias Hafele
Mathias Hafele (* 23. Dezember 1983 in St. Jakob, Gemeindegebiet St. Anton am Arlberg) ist ein ehemaliger österreichischer Skispringer.

## Werdegang
In der Saison 2002/03 startete er nach einem Sieg beim Continental-Cup-Bewerb in Lahti in Engelberg zum ersten Mal im Skisprung-Weltcup. In der Schweiz qualifizierte er sich für den Hauptbewerb und landete nach einem 131- und einem 125-Meter-Sprung auf Platz zwei hinter Janne Ahonen. Am nächsten Tag belegte er Rang 18 und qualifizierte sich somit für das österreichische Team der Vierschanzentournee. Dort belegte er in der Gesamtwertung allerdings nur Platz 28 und musste, wegen der starken Konkurrenz im eigenen Team, in den Continental-Cup zurück. Im Continental-Cup zeigte er in den darauffolgenden Bewerben nur durchschnittliche Leistungen.
Erst im Dezember 2004 gewann er wieder das COC-Springen in Lahti. Doch Knieprobleme ließen für den Rest der Saison keine guten Leistungen zu. Nach der WM-Saison entschloss er sich, sich einer Knieoperation zu unterziehen.
Nachdem er zu Beginn der Olympiasaison noch nicht in Form war, konnte er seine Form langsam steigern und gewann Ende Jänner in Braunlage den Continental-Cup-Wettbewerb und belegte in der COC-Gesamtwertung als bester Österreicher Platz drei.
Wegen der starken Leistungen am Ende der Saison 2005/06 wurde er in den A-Kader und in die Trainingsgruppe zwei aufgestuft. Hier konnte er sich jedoch gegen die große Konkurrenz nicht durchsetzen, so dass er schließlich zu Beginn der Saison 2007/2008 nicht mehr zum A-Kader der Österreicher gehörte. Seither arbeitet er als Servicetechniker des ÖSV-Skisprungteams.

## Erfolge

### Continental-Cup-Siege im Einzel
| Nr. | Datum             | Ort       | Typ           |
| --- | ----------------- | --------- | ------------- |
| 1.  | 19. Januar 2002   | Ishpeming | Normalschanze |
| 2.  | 14. Dezember 2002 | Lahti     | Großschanze   |
| 3.  | 9. Dezember 2004  | Lahti     | Großschanze   |
| 4.  | 28. Januar 2006   | Braunlage | Normalschanze |

## Statistik

### Weltcup-Platzierungen
| Saison  | Platz | Punkte |
| ------- | ----- | ------ |
| 2002/03 | 37.   | 124    |

### Continental-Cup-Platzierungen
| Saison  | Platz | Punkte |
| ------- | ----- | ------ |
| 1999/00 | 259.  | 004    |
| 2000/01 | 191.  | 018    |
| 2001/02 | 046.  | 235    |
| 2002/03 | 017.  | 444    |
| 2003/04 | 060.  | 134    |
| 2004/05 | 010.  | 579    |
| 2005/06 | 004.  | 725    |
| 2006/07 | 038.  | 171    |